# Tóth Antal (esperes)
Tóth Antal (Győr, 1812. december 31. – Győr, 1894. február 14.) győr-nádorvárosi esperes-plébános, szentszéki ülnök.

## Élete
1836. május 8-án szentelték miséspappá Mocsán. 1839-től Győrújvárosban volt káplán, 1845-től káptalandombi lelkész és vasárnapi hitszónok. 1848 és 1886 között győr-nádorvárosi plébánosként működött, 1867-ben esperes lett, majd szentszéki ülnök, a városi törvényhatósági bizottság tagja. 1886-ban ünnepelte aranymiséjét, amikor a király koronás arany érdemkereszttel tüntette ki.

## Egyházi beszédei
Pázmány Füzetek (1855-56: Nagypéntekre; Húsvét utáni 1-6. vasárnapra, 1857: Az év utolsó napjára; Vízkereszt után 1-4. vasárnapra; Bőjt-vasárnapokra; Püskösd után 3., 11-24. vasárnapokra; 1858: Szűz Mária 7 fájdalmának ünnepére; 1859: Húsvét vasárnapjára), győri Borromaeus.

## Munkái
- Üdvös serkentés, előadva, midőn a győrvárosi érdemes molnárczéh fönállásának százados ünnepét ülné. 1844. szept. 29. Győr.
- Győr-Nádorváros plébániája és templomának története. Uo. 1889. Fénynyom. képpel.